# Коневодство и конный спорт
«Коневодство и конный спорт» — старейший российский научно-производственный и спортивно-методический журнал о лошадях и коневодстве в России и за её рубежами.
Так же помимо проблем селекции и развития разных пород лошадей, публикует конноспортивные новости, материалы по тренингу и другим темам конного дела.

## Названия
В исторические периоды истории России наименование журнала менялось, но он всегда оставался печатным органом структуры управления государственного коннозаводства и коневодства в России:
- «Журнал коннозаводства и охоты»[3], с января 1842 года[2] (орган Главного управления государственного коннозаводства);
- «Журнал коннозаводства»[4], с 1865 года по 1918 год (орган Главного управления государственного коннозаводства);
- «Коневодство и коннозаводство», с 1 июля 1928 года (орган Московского государственного ипподрома Наркомзема СССР);
- «Коневодство и конный спорт», с 1960 года (орган Главного управления коневодства и коннозаводства МСХ СССР).

## История
Является преемником основанного в январе 1842 года журнала (книжки) «Журнал коннозаводства и охоты»; Одним из организаторов воссоздания выпуска журнала после переворота (революции), в 1928 году, был будущий Маршал Советского Союза С. М. Будённый, ставший редактором данного журнала. После Великой Отечественной войны, в 1946 году, была создана первая редакционная коллегия журнала. Под нынешним названием журнал выходит с 1960 года. В советские годы был не только официальным печатным органом отрасли, но и единственным изданием по данной теме. Является единственным рецензируемым научным журналом, посвящённым коневодству.
В настоящее время издаётся во Всероссийском научно-исследовательском институте коневодства.

## Авторы публикаций

### Имперский период
В имперский период публиковались материалы: Я. И. Бутовича

### Советский период
В советский период публиковались материалы: профессоров А. А. Богомольца, В. О. Витта, О. А .Ивановой, С. Коваленского, Н. А .Юрасова, В. А. Щекина, С. А. Красникова, И. И. Лакоза, Г. В. Паршутина, Н. А. Шпайера, Г. Г. Хитенкова, кандидата сельскохозяйственных наук В. О. Липпинга.